# Powiat Salgótarján
Powiat Salgótarján (węg. Salgótarjáni járás) – jeden z sześciu powiatów komitatu Nógrád na Węgrzech. Siedzibą władz jest miasto Salgótarján.

## Miejscowości powiatu Salgótarján
- Bárna
- Cered
- Egyházasgerge
- Etes
- Ipolytarnóc
- Karancsalja
- Karancsberény
- Karancskeszi
- Karancslapujtő
- Karancsság
- Kazár
- Kishartyán
- Litke
- Mátraszele
- Mihálygerge
- Rákóczibánya
- Ságújfalu
- Salgótarján
- Somoskőújfalu
- Sóshartyán
- Szalmatercs
- Szilaspogony
- Vizslás
- Zabar